# Arnaud Wijnen
Arnaud Wijnen, (Tilburg) is een oud-profvoetballer die voor Willem II elf wedstrijden speelde in de Eredivsie en daarbij één keer een doelpunt maakte.